# 云南狗牙花
云南狗牙花（学名：Ervatamia yunnanensis）为夹竹桃科狗牙花属下的一个种。其种加词 yunnanensis 意为“云南的”。